# Luca Tencati
Luca Tencati (Cremona, 16 marzo 1979) è un ex pallavolista italiano.

## Biografia
La sua carriera iniziò nel 1994, con l'approdo al settore giovanile della squadra di Monticelli d'Ongina. L'anno dopo entrò a far parte del settore giovanile della Pallavolo Parma e nel 1996 della Sisley Volley Treviso; con la Sisley esordì in B2 nel 1997 ed entrò in prima squadra a partire dalla stagione 1998-99. Debuttò in nazionale il 29 novembre del 2000 a Trento durante la partita Italia-All Star, vinta 3 a 2 dalla squadra azzurra.
Con la Sisley giocò fino al 2007, con l'eccezione di una stagione a Parma. In Veneto vinse 6 scudetti. Una volta svincolato, giocò per due stagioni con la Pallavolo Modena, per poi passare, nel 2009-10, alla Callipo Sport. Dopo 7 stagioni consecutive alla Pallavolo Piacenza, nel luglio 2017 annuncia la fine della propria carriera.

## Palmarès

### Club
- Campionato italiano: 6

1998-99, 2000-01, 2002-03, 2003-04, 2004-05, 2006-07
- Coppa Italia: 5

1999-00, 2003-04, 2004-05, 2006-07, 2013-14
- Supercoppa italiana: 5

1998, 2000, 2003, 2004, 2005
- Coppa dei Campioni/Champions League: 3

1998-99, 1999-00, 2005-06
- Coppa CEV/Challenge Cup: 4

1997-98, 2002-03, 2007-08, 2012-13
- Supercoppa europea: 1

1999

### Nazionale (competizioni minori)
- Campionato europeo pre-juniores 1997
- Campionato mondiale pre-juniores 1997

### Premi individuali
- 2011 - Serie A1: Miglior muro[3]
- 2012 - Serie A1: Miglior muro[3]